# XXXI Festival Internacional de Cinema Fantàstic de Catalunya
La XXXI edició del Sitges Festival Internacional de Cinema de Catalunya (abans, Festival Internacional de Cinema Fantàstic de Sitges) es va organitzar del 8 al 17 d'octubre de 1998. Fou l'última edició del festival dirigida per Àlex Gorina i Macià. Es va consolidar l'oferta de pel·lícules en dues seccions, l'oficial de cinema fantàstic i la Gran Angular, oberta a d'altre cinema. El certamen es va inaugurar amb Small Soldiers, fou visitat per Rod Steiger, es va fer un homenatge a Riccardo Freda i a Roger Corman, i es a apostar per les produccions espanyoles i catalanes. Va clausurar amb Apt Pupil.

## Pel·lícules projectades

### Secció oficial
- Animals with the Tollkeeper de Michael Di Jiacomo
- Cube de Vincenzo Natali
- El dentista 2 de Brian Yuzna
- Halloween H20: 20 Years Later de Steve Miner
- Dong (El forat) de Tsai Ming-liang
- New Rose Hotel d'Abel Ferrara
- Seul contre tous de Gaspar Noé
- Sitcom de François Ozon
- Small Soldiers de Joe Dante
- El petó de la mòmia de Michael Almereyda
- Ha-Dybbuk B'sde Hatapuchim Hakdoshim de Yossi Somer
- Glasblåsarns barn d'Anders Grönros
- Jo-yonghan gajok de Kim Ji-Woon
- Vampirs moderns de Richard Elfman
- Sieben Monde de Peter Fratzscher
- Totò che visse due volte de Ciprì e Maresco

### Gran angular
- A los que aman d'Isabel Coixet
- Apt Pupil de Bryan Singer
- L'arbre de les cireres de Marc Recha [7]
- Festen de Thomas Vinterberg
- Lluvia en los zapatos de Maria Ripoll
- Un embolic molt perillós de Steven Soderbergh
- El pianista de Mario Gas
- Nada en la nevera d'Álvaro Fernández Armero
- Secret défense de Jacques Rivette
- Love Is the Devil: Study for a Portrait of Francis Bacon de John Maybury
- Jeanne et le Garçon formidable d'Olivier Ducastel i Jacques Martineau
- El tren de la vida de Radu Mihaileanu
- Retorn al paradís de Joseph Ruben

### Audiovisual català
- Em dic Sara de Dolors Payàs i Puigarnau [8]
- Saïd de Llorenç Soler

### Homenatge a Roger Corman iBert I. Gordon
- L'home amb raigs X als ulls (1963)
- Històries de terror (1962)
- Earth vs. the Spider (1958)

### Anima’t
- Formiguez d'Eric Darnell i Tim Johnson
- Black Jack d'Osamu Dezaki

### Sessions Especials
- O Escorpião Escarlate d'Ivan Cardoso
- Nekromantik de Jörg Buttgereit

### Retrospectiva d'Alain Resnais
- Muriel (1963)
- La guerra s'ha acabat (1963)
- Providence (1976)

### Seven Chances
- L'any del cavall de Jim Jarmusch

## Jurat
El jurat oficial va estar format per Jimmy Sangster, Susannah York, Seymour Cassel, el crític italià Loris Curci i l'escriptora Lucía Etxebarria de Asteinza.

## Premis
Els premis d'aquesta edició foren:
| Categoria                                 | Premiat                                        | Treball                     |
| ----------------------------------------- | ---------------------------------------------- | --------------------------- |
| Premi al millor director                  | Michael Di Jiacomo                             | Animals with the Tollkeeper |
| Premi a la millor pel·lícula              | Cube                                           | Vincenzo Natali             |
| Premi a la millor actriu                  | Évelyne Dandry                                 | Sitcom                      |
| Premi al millor actor                     | Jared Harris                                   | El petó de la mòmia         |
| Premi al millor guió                      | Vincenzo Natali, André Bijelic i Graeme Manson | Cube                        |
| Premi al millor guió                      | Gaspar Noé                                     | Seul contre tous            |
| Premi a la millor fotografia              | Luca Bigazzi                                   | Totò che visse due volte    |
| Premi al millor banda sonora              | Jerry Goldsmith                                | Small Soldiers              |
| Premi als millors efectes especials       | Stan Winston i Stefen Fangmeier                | Small Soldiers              |
| Premi al millor Curtmetratge              | Nacho Cerdà                                    | Genesis                     |
| Premi al millor Curtmetratge              | Bill Plympton                                  | More Sex and Violence       |
| Premi de la Crítica José Luis Guarner     | L'arbre de les cireres                         | Marc Recha                  |
| Premi al millor curtmetratge d'animació   | Un jour                                        | Marie Paccou                |
| Premi Honorífic Màquina del Temps         | Roger Corman                                   |                             |
| Premi Méliès d'argent                     | El forat                                       | Tsai Ming-liang             |
| Premi Gran Angular a la millor pel·lícula | Lluvia en los zapatos                          | Maria Ripoll                |